# Aagtekerke
Aagtekerke è un villaggio dei Paesi Bassi nella provincia di Zelanda. Fa parte del comune di Veere, e si trova a 9 km a nord ovest di Middelburg.
Nel 2001, la città di Aagtekerke contava 936 abitanti. L'area edificata conta 0.22 km², e contiene 296 case.
L'area di "Aagtekerke", ha una popolazione di circa 1480.

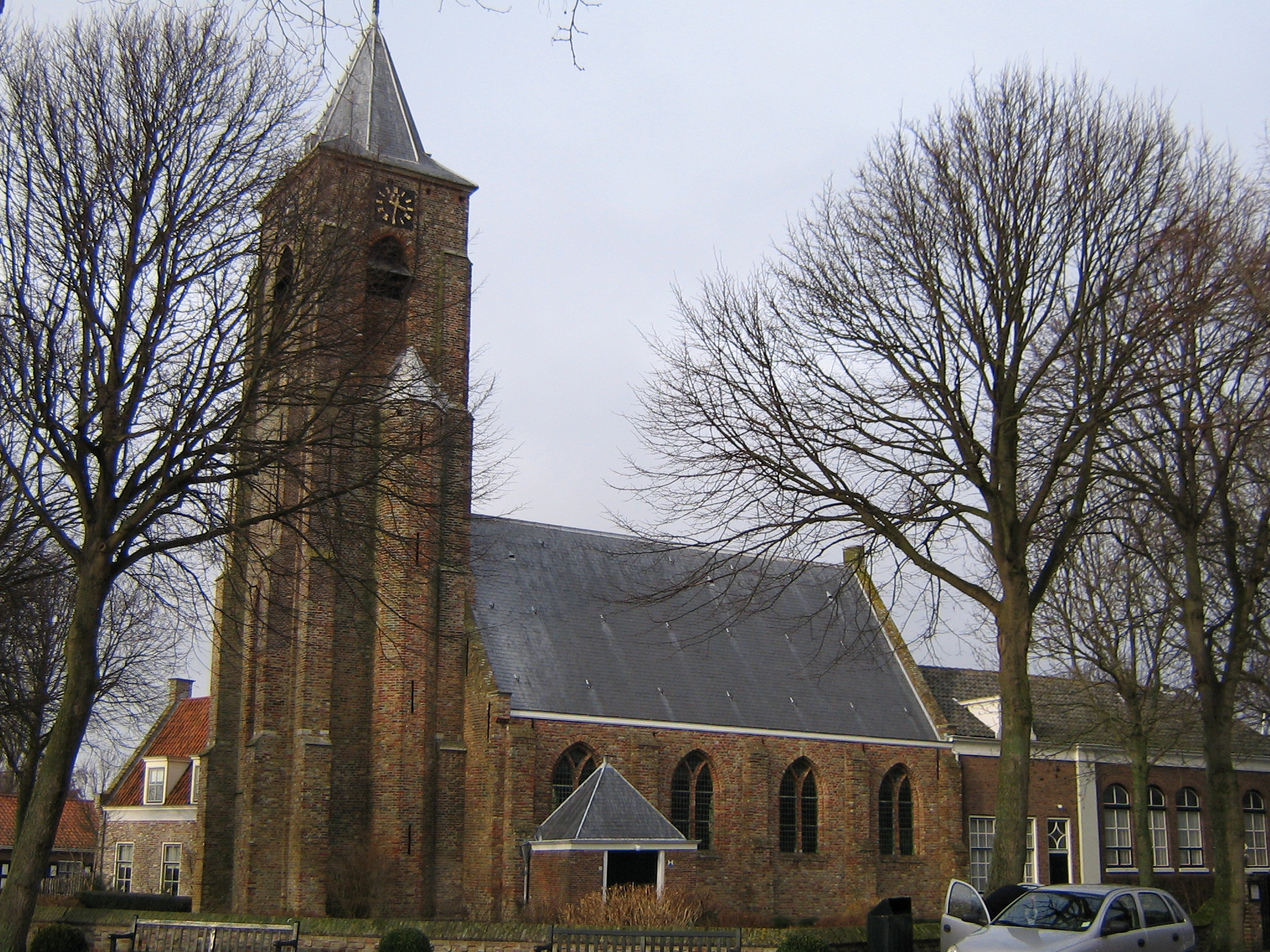
Chiesa riformata
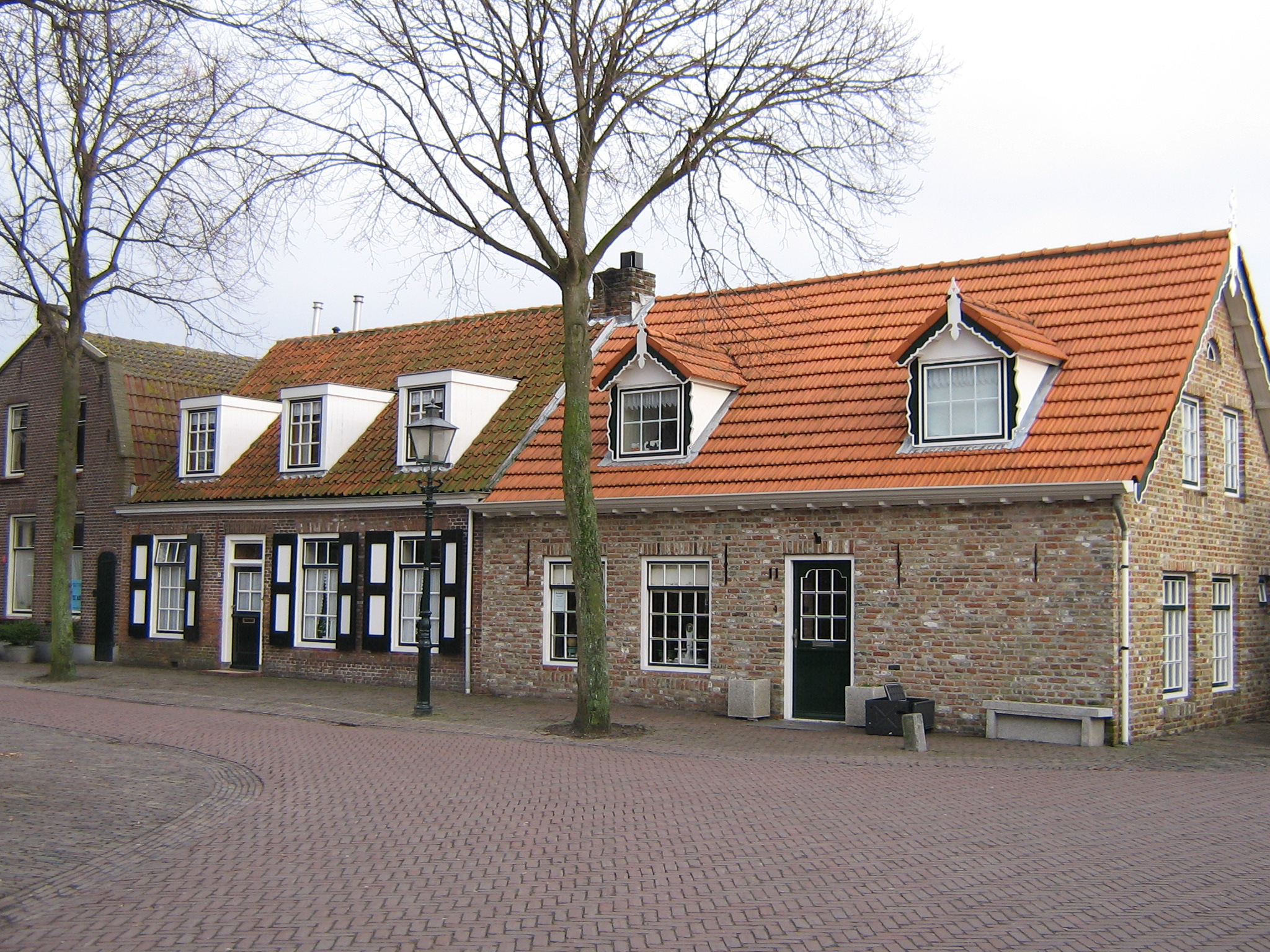
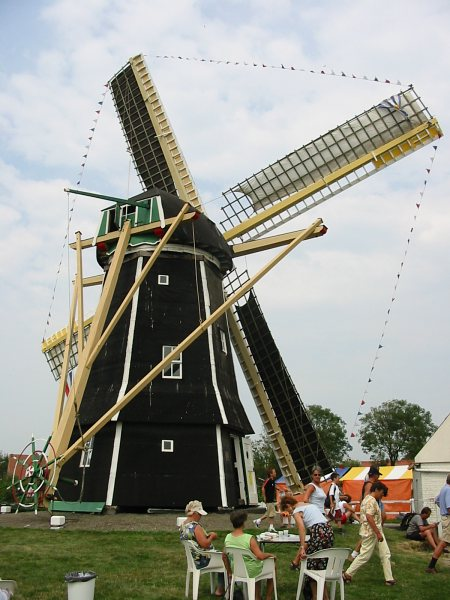
Mulino a vento

## Storia
Aagtekerke è stato un comune autonomo fino al 1º luglio 1966, quando si è fuso con Grijpskerke e Meliskerke nel nuovo di comune di Mariekerke che a sua volta, a partire dal 1º gennaio 1997, fa parte dell'attuale comune di Veere formato dall'unione con i comuni di Domburg, Valkenisse e Westkapelle.

### Simboli
Nello stemma dell'ex comune di Aagtekerke era rappresentata sant'Agata, patrona del paese. Deriva dall'emblema della signoria di Aagtekerke dove la santa era raffigurata nel suo colore naturale.
Lo stemma è stato concesso dall'Alto Consiglio della Nobiltà il 9 febbraio 1838 ed è stato in uso fino al 1966 quando il comune si è fuso nel comune di Mariekerke.

Stemma della signoria di Aagtekerke (1819)
Stemma del comune di Aagtekerke (1838-1966)
Stemma del comune Mariekerke (1966-1996)